# Calathea grandis
Calathea grandis är en strimbladsväxtart som beskrevs av Otto Georg Petersen. Calathea grandis ingår i släktet Calathea och familjen strimbladsväxter. Inga underarter finns listade.